# 三浦貴大
三浦 貴大（みうら たかひろ、1985年〈昭和60年〉11月10日 - ）は、日本の俳優である。
東京都港区出生、国立市出身。順天堂大学スポーツ健康科学部卒業。ADONIS A所属。父は俳優の三浦友和。母は元歌手・女優の山口百恵。兄はシンガーソングライター・俳優の三浦祐太朗。兄嫁は声優で女優・歌手の牧野由依。伯母は三浦弘子。伯母婿はラリードライバーの篠塚建次郎。従弟は俳優・タレントの絲木建太。

## 来歴
東京都港区の山王病院で生まれ、両親が建てた国立市の家で育った。兄の影響で幼少期から水泳を続けており、成城学園中学校では水泳部、成城学園高等学校では水球部及びライフセービング部に所属。順天堂大学では体育会のライフセービング部に所属し、ベーシックライフセーバーの資格を取得。全日本学生ライフセービング選手権大会（インカレ）ではオーシャンマンリレー7位・CPRコンテスト3位入賞等活躍する。
大学時代は精神保健福祉士を目指していたが、社会には様々なタイプの人間が存在することを知り、俳優になることを決める。大学卒業間際、父・三浦友和にその旨を伝えたところ、反対は一切なく、知人であった『ALWAYS 三丁目の夕日』の阿部プロデューサーを介し、デビュー作が決まった（映画『RAILWAYS 49歳で電車の運転士になった男の物語』）。同作での演技が評価され、第34回日本アカデミー賞新人俳優賞および第35回報知映画賞新人賞を受賞する。
大正製薬「リポビタンD」のCMの16代目CMキャラクターに起用されて注目を集める。
2011年には『学校をつくろう』で映画初主演。2012年には『ふがいない僕は空を見た』『あなたへ』『わが母の記』ほかでの演技により第86回キネマ旬報ベスト・テン新人男優賞を受賞。一方で2013年には『最終特快』（NHK）でテレビドラマ初主演。2015年にはNHK大河ドラマ『花燃ゆ』に毛利元徳役で出演し大河ドラマ初出演を果たす。
2021年よりTwitchでの活動を開始。現在はパートナー配信者として、趣味であるゲームの実況や雑談の配信を頻繁に行なっている。

## 人物
- ドラマ『キルトの家』で夫婦役を演じた杏とは幼馴染で[17]、父親同士（杏の父は渡辺謙）も仲が良い。
- 好きなアイドルグループはモーニング娘。であり、その中でも小田さくらを好きなメンバーとして挙げている。

## 出演

### 映画
- RAILWAYS 49歳で電車の運転士になった男の物語（2010年5月29日、松竹） - 宮田大吾 役
- FLOWERS-フラワーズ-（2010年6月12日、東宝） - 宮澤侘助 役
- SPACE BATTLESHIP ヤマト（2010年12月1日、東宝） - 古屋 役
- 学校をつくろう（2011年2月19日、ゴー・シネマ） - 主演・相馬永胤 役
- BADBOYS（2011年3月26日、全力エージェンシー） - 主演・野村豊 役
- 忍たま乱太郎（2011年7月23日、ワーナー・ブラザース映画） - 土井半助 役
- 乱反射（2011年8月6日、スタイルジャム） - 塚原航大 役
- 麒麟の翼〜劇場版・新参者〜（2012年1月28日、東宝） - 八島冬樹 役
- 東京プレイボーイクラブ（2012年2月4日、スタイルジャム） - 梅造 役
- 劇場版SPECシリーズ（東宝） - 宮野珠紀 役
  - 劇場版 SPEC〜天〜（2012年4月7日）
  - 劇場版 SPEC〜結〜 漸ノ篇 / 爻ノ篇（2013年11月1日 / 11月29日）
- わが母の記（2012年4月28日、松竹） - 瀬川 役
- あなたへ（2012年8月25日、東宝） - 大浦卓也 役
- BUNGO〜ささやかな欲望〜 告白する紳士たち 「幸福の彼方」（2012年9月29日、角川映画） - 村井信一 役
- ふがいない僕は空を見た（2012年11月17日、東京テアトル） - 田岡良文 役
- 大奥〜永遠〜［右衛門佐・綱吉篇］（2012年12月22日、松竹 / アスミック・エース） - 浅沼 役
- 桜並木の満開の下に（2013年4月13日、東京テアトル / オフィス北野） - 森工 役
- 監禁探偵（2013年6月1日、ファントム・フィルム） - 主演・山根亮太 役
- 許されざる者（2013年9月13日、ワーナー・ブラザース映画） - 堀田卯之助 役
- キッズ・リターン 再会の時（2013年10月12日、東京テアトル / オフィス北野） - 主演・マサル 役[18]
- 永遠の0（2013年12月21日、東宝） - 武田貴則 役
- 私の男（2014年6月14日、日活） - 大輔 役
- リトル・フォレスト（松竹メディア事業部） - ユウ太 役
  - 夏編・秋編（2014年8月30日）
  - 冬編・春編（2015年2月14日）
- 太陽の坐る場所（2014年10月4日、ファントム・フィルム） - 島津謙太 役
- 花蓮〜かれん〜（2014年11月22日、Candidisland） - 主演・貝塚周平 役
- 繕い裁つ人（2015年1月31日、ギャガ） - 藤井 役
- エンドローラーズ (2015年、吉野耕平監督)
- サムライフ（2015年2月28日、ビターズ・エンド） - 主演・ナガオカ 役
- イニシエーション・ラブ（2015年5月23日、東宝） - 海藤 役
- 種まく旅人 くにうみの郷（2015年5月30日、松竹） - 豊島渉 役[19]
- おかあさんの木（2015年6月6日、東映） - 田村二郎 役
- ローリング（2015年6月13日） - 主演・貫一 役[20]
- 進撃の巨人（東宝） - ジャン 役[21][22]
  - ATTACK ON TITAN (PART1)（2015年8月1日）
  - ATTACK ON TITAN END OF THE WORLD (PART2)（2015年9月19日）
- マンガ肉と僕 Kyoto Elegy（2016年2月13日、よしもとクリエイティブ・エージェンシー） - 主演・ワタベ 役[23]
- シン・ゴジラ（2016年7月29日、東宝） - ジャーナリスト 役[24][6]
- 怒り（2016年9月17日、東宝） - 北見壮介 役[25]
- CUTIE HONEY -TEARS-（2016年10月1日、東映） - 早見青児 役 [26]
- 淵に立つ（2016年10月8日、エレファントハウス） - 設楽篤 役
- ブルーハーツが聴こえる「1001のバイオリン」（2017年4月8日、ティ・ジョイ） - 安男 役
- 映画 夜空はいつでも最高密度の青色だ（2017年5月27日、東京テアトル） - 牧田 役
- 追憶（2017年5月6日、東宝） - 佐中隆 役
- 世界は今日から君のもの（2017年7月15日、アークエンタテインメント） - 矢部遼太郎 役
- STAR SAND-星砂物語- （2017年8月4日、The STAR SAND Team） - 岩淵一 役
- ばぁちゃんロード（2018年4月14日、アークエンタテインメント） - 荒木大和 役
- 四月の永い夢（2018年5月5日、ギャガ・プラス） - 志熊藤太郎 役
- のみとり侍（2018年5月18日、東宝） - 松平定信 役
- 3D彼女 リアルガール（2018年9月14日、ワーナー・ブラザース映画） - 間淵慎吾 役[27]
- 栞（2018年10月26日、NexTone） - 主演・高野雅哉 役
- 空の瞳とカタツムリ（2019年2月23日、太秦） - 吉田貴也 役
- ダンスウィズミー（2019年8月16日、ワーナー・ブラザース映画） - 村上涼介 役[28]
- 乱反射（2019年9月21日、名古屋テレビ放送、劇場用ディレクターズカット版） - 久米川治昭 役
- ゴーストマスター（2019年12月6日、スターダストピクチャーズ） - 主演・黒沢明 役（成海璃子とのダブル主演）
- 初恋（2020年2月28日、東映） - ヤス 役
- サクリファイス（2020年3月6日、Recolte&Co.） - 全 役
- 実りゆく（2020年10月9日、彩プロ）[29]
- 望み（2020年10月9日、KADOKAWA）
- 世田谷の優ちゃん（2020年12月12日、柳組、スチールとしても参加）[30][31]
- 大コメ騒動（2021年1月8日、ラビットハウス・エレファントハウス） - 松浦利夫 役
- 大綱引の恋（2021年5月7日、ショウゲート） - 主演・ 有馬武志 役[32]
- 妖怪大戦争 ガーディアンズ（2021年8月13日、東宝・KADOKAWA） - 天狗 役
- 流浪の月（2022年5月13日、ギャガ） - 湯村 役
- キングダム2 遥かなる大地へ（2022年7月15日、東宝 / ソニー・ピクチャーズ エンタテインメント） - 尾到 役[33][34]
  - キングダム 運命の炎（2023年7月28日、東宝 / ソニー・ピクチャーズ エンタテインメント）[35]
  - キングダム 大将軍の帰還（2024年7月12日、東宝 / ソニー・ピクチャーズ エンタテインメント）[36]
- 夜明けまでバス停で（2022年10月8日、渋谷プロダクション） - 大河原聡 役[37]
- もっと超越した所へ。（2022年10月14日、ハピネットファントムスタジオ） - 飯島慎太郎 役[38]
- Winny（2023年3月10日） - 壇俊光 役[39]
- 愛にイナズマ（2023年10月27日、東京テアトル） - 荒川 役[40][41]
- マンガ家、堀マモル（2024年8月30日、ナカチカピクチャーズ） - 羽車 役[42]
- シサㇺ（2024年9月13日、ナカチカピクチャーズ） - 高坂栄之助 役[43][44]
- シンペイ〜歌こそすべて（2025年1月10日、シネメディア） - 野口雨情 役[45]
- 雪の花 -ともに在りて-（2025年1月24日、松竹） - 半井元冲 役[46][47]
- 国宝（2025年6月6日、東宝） - 竹野 役[48]
- 行きがけの空（2025年8月1日、T-artist / アークエンタテインメント） - 主演・望月建斗 役[49]
- やがて海になる（2025年10月24日公開予定、ムービー・アクト・プロジェクト） - 主演・修司 役（武田航平とダブル主演）[50][51][52]

#### 短編映画
- 短編オムニバス映画 GEMNIBUS vol.1『knot』（2024年6月28日、TOHO NEXT）[53]

### テレビドラマ
- カレ、夫、男友達（2011年11月1日 - 12月20日、NHK総合） - 岸正彰 役
- キルトの家（2012年1月28日 - 2月4日、NHK総合） - 南空 役
- 運命の人 最終話（2012年3月18日、TBS） - 照屋賢勇 役
- 水曜ミステリー9 偽証法廷（2012年4月4日、テレビ東京） - 右田敏勝 役
- クローバー（2012年4月13日 - 6月29日、テレビ東京） - 奈良友基 役
- 最終特快（2013年3月21日、NHK総合）[54] - 主演・南和彦 役
- Woman（2013年7月3日 - 9月11日、日本テレビ） - 砂川良祐 役
- 新・御宿かわせみ（2013年9月16日、時代劇専門チャンネル） - 小林嶋次郎 役
- ハクバノ王子サマ 純愛適齢期（2013年10月3日 - 12月26日、読売テレビ） - 小津晃太郎 役
- ドラマ 名画喫茶イマジカBS 特選名画の人生座...3代目のキセキ（2013年7月27日、イマジカBS） - 主演・滝田要一 役
- 歌謡曲の王様伝説 阿久悠を殺す（2013年12月22日、NHK BSプレミアム）
- 人質の朗読会（2014年3月8日、WOWOW） - 江藤高広 役
- 私という運命について（2014年3月23日 - 4月20日、WOWOW） - 冬木雅人 役
- 芙蓉の人〜富士山頂の妻〜（2014年7月26日 - 9月6日、NHK総合） - 野中清 役
- キャロリング〜クリスマスの奇跡〜（2014年11月4日 - 12月23日、NHK BSプレミアム） - 主演・大和俊介 役[55]
- 戦艦大和のカレイライス（2014年11月5日、NHK広島） - 長二 役
- 探偵の探偵（2015年7月 - 9月、フジテレビ） - 窪塚悠馬 役
- 大河ドラマ（NHK）
  - 花燃ゆ 第25話 - （2015年6月21日 - ） - 毛利元徳 役
  - いだてん〜東京オリムピック噺〜（2019年） - 野田一雄 役[56]
- Friend-Ship Project　初恋▽トライアングル～あのコは何でニッポンに?～（2016年2月11日、テレビ東京） - リョウ（田所遼太郎） 役
- モンタージュ 三億円事件奇譚（2016年6月25日・26日、フジテレビ） - 沢田慎之介（青年期：1968年） 役[57]
- ON 異常犯罪捜査官・藤堂比奈子 第1話（2016年7月12日、関西テレビ・フジテレビ系） - 大友翔 役
- 瀬戸内少年野球団（2016年9月17日、テレビ朝日） - 中井正夫 役
- ドクターY〜外科医・加地秀樹〜（2016年12月16日、テレビ朝日） - 岬健太 役
- しあわせの記憶（2017年1月8日、毎日放送・TBS） - 吉岡幸起 役 [58]
- 感情8号線 第2・4-6話（2017年1月22日・2月5日 - 19日、フジテレビTWO） - 小山貴志 役
- 銭形警部（2017年2月10日、日本テレビ） - 国木田晋太郎 役[59]
  - 銭形警部 漆黒の犯罪ファイル（2017年2月19日 - 3月12日、WOWOW）
- 探偵・日暮旅人 第4話（2017年2月12日、日本テレビ） - 川村祐介（ヒカル・レイ） 役
- ドラマスペシャル「警部補・碓氷弘一〜殺しのエチュード〜」（2017年4月9日、テレビ朝日） - 梨田洋太郎 役
- リバース（2017年4月 - 6月、TBS） - 村井隆明 役
- 記憶（2018年3月21日 - 6月6日、フジテレビNEXT / J:COM） - 片桐直人 役
- 正義のセ 第3話（2018年4月25日、日本テレビ） - 鈴木正夫 役
- 高嶺の花（2018年7月11日 - 9月12日、日本テレビ） - 吉池拓真 役
- 池波正太郎時代劇スペシャル「雨の首ふり坂」（2018年7月21日、CS時代劇専門チャンネル） - 橋羽の万次郎 役
- 乱反射（2018年9月22日、名古屋テレビ） - 久米川治昭 役
- 神酒クリニックで乾杯を（2019年1月12日 - 3月30日、BSテレ東） - 主演・九十九勝己 役
- TWO WEEKS（2019年7月16日 - 9月17日、関西テレビ・フジテレビ系） - 有馬海忠 役
- ひとりキャンプで食って寝る（2019年10月19日 - 12月28日、テレビ東京） - 奇数話主演・大木健人 役[60]
- 死役所 第3話（2019年10月31日、テレビ東京） - 坂浦眞澄 役
- 教場（フジテレビ） - 浦美慶介 役
  - 教場 後編（2020年1月5日）
  - 教場II 後編（2021年1月4日）
- シロでもクロでもない世界で、パンダは笑う。（2020年） - 鹿野博史 役
- 連続テレビ小説（NHK）
  - エール（2020年） - 田中隆 役
  - 風、薫る（2026年放送予定） - 奥田亀吉 役[61]
- 新・信濃のコロンボシリーズ（テレビ東京） - 岡部和雄 役
  - 内田康夫サスペンス 新・信濃のコロンボ 追分殺人事件（2020年6月8日）
  - 内田康夫サスペンス 新・信濃のコロンボ２ 北国街道殺人事件（2021年8月23日）
- 六畳間のピアノマン 第1話・第4話（2021年2月6日・27日、NHK大阪） - 大友啓介 役
- さまよう刃 （2021年5月15日 - 6月26日、WOWOW） - 織部孝史 役
- アクターズ・ショート・フィルム2「理解される体力」（2022年2月6日、WOWOW） - 主演・ユミ 役（柳英里紗とダブル主演）[62][63]
- スターチャンネル オリジナルドラマプロジェクト「5つの歌詩（うた）」EPISODE 01『空を読む』（2022年7月7日 スターチャンネルEX、8月13日 BS10スターチャンネル） - 高槻泰輔 役[64]
- シャイロックの子供たち（2022年10月9日 - 11月6日、WOWOW） - 竹本直樹 役[65]
- エルピス-希望、あるいは災い-（2022年10月24日 - 12月26日、関西テレビ・フジテレビ） - 滝川雄大 役[66][67]
- Get Ready! 第2話（2023年1月15日、TBS） - 坊城康之 役[68]
- テレビとはあついものなり〜放送70年TV創世記〜（2023年3月21日、NHK総合） - 主演・宮田輝 役[69]
- 好感度上昇サプリ（2023年5月8日 - 29日、テレビ東京） - 主演・谷村雄二 役[70]
- ああ、ラブホテル 〜秘密〜 第2話「愛してれば、関係ない」（2023年5月26日、WOWOW） - 飯山健二 役[71]
- CODE-願いの代償-（2023年7月2日 - 9月5日、読売テレビ・日本テレビ） - 百田優 役[72]
- 東京貧困女子。-貧困なんて他人事だと思ってた-（2023年11月17日 - 12月22日、WOWOW） - 﨑田祐二 役[73]
- 95（2024年4月8日 - 6月10日、テレビ東京） - 牧野博利 役[74]
- 演じ屋 Re:act（2024年5月24日 - 7月5日、WOWOW） - 長田顕一 役[75]
- どうか私より不幸でいて下さい 第6話 -（2024年8月21日 - 、日本テレビ） - 片岡春希 役[76]
- Shrink-精神科医ヨワイ-（2024年8月31日 - 9月14日、NHK総合・BSプレミアム4K） - 松野裕樹 役[77]
- 相続探偵（2025年1月25日 - 3月29日、日本テレビ） - 羽毛田香 役[78]
- 法廷のドラゴン 第3話（2025年1月31日、テレビ東京） - 松篠幸彦 役[79]
- 風のふく島 第8話（2025年3月1日、テレビ東京） - 下山田修平 役　※第8話主演[80]
- DOCTOR PRICE（2025年7月6日 - 、読売テレビ・日本テレビ） - 石上道徳 役[81]
- シミュレーション 〜昭和16年夏の敗戦〜（2025年8月16日・17日、NHK総合） - 峯岸草一 役[82]

### WEBドラマ
- コレカラ（2012年9月3日 - 2013年7月23日、auビデオパス） - 陽介 役
- ファーストクラス 「レンアイカンソク」（2013年8月21日 - 9月11日、UULA） - 主演・裕 役
- CROW'S BLOOD（2016年7月23日[注 2] - 8月27日、Hulu） - 沢田武 役[83][84]
- ドクターY〜外科医・加地秀樹〜（2016年9月29日 - 、テレ朝動画・auビデオパス） - 岬健太 役
- 逃亡料理人ワタナベ（2019年3月23日 - 5月25日、ひかりTV） - 広島 役[85]
- 彼女のウラ世界（FOD・ひかりTV） - 西村敏郎 役
  - <TOSHIRO SIDE>（2021年3月22日 - 27日） - 主演
  - <AKIKO SIDE>（2021年3月22日 - 27日）
- 息をひそめて 第5話・第6話（2021年4月23日、Hulu） - 十和田淳 役
- 東京、愛だの、恋だの 第2話（2021年9月11日、Paravi） - 小田直樹 役
- 仮面ライダーBLACK SUN（2022年10月28日 - 、Amazon Prime Video） - ビルゲニア 役[86]
- 『I am…』23歳たち「マスタッシュガール」（2024年1月26日配信、FOD / 2月26日、フジテレビ）[87][88][89]
- 透明なわたしたち（2024年9月16日 - 10月21日、ABEMA） - 高平康平 役[90]

### ラジオ番組
- 荒川強啓 デイ・キャッチ!（2011年12月12日 - 16日、TBSラジオ） - 「ヘルスマネージング」コーナーゲスト

### 舞台
- 二都物語（2013年4月3日 - 30日、東急シアターオーブ） - イゼリ 役

### CM
- 大正製薬 『リポビタンD』（2010年6月 - 2015年）[91]
- 霧島酒造 『黒霧島』（2011年6月 - ）
- LAWSON パスタブランド『パスタ屋』 「オレとねいちゃんのパスタ屋」（2012年10月 - ） - 古澤麒ノ介 役
- SMBC日興証券 『NISA』（2012年7月 - ）
- 銀座ダイヤモンドシライシ 「彼は走っている」篇・「紙の指輪」篇・「再びのプロポーズ」篇（2018年5月 - 、行定勲監督）[92][93][94] - 土村芳と共演
- ユニクロ 『感動パンツ』  息子篇・父篇 （2021年3月25日 - ）[95]

## 受賞
- 第34回日本アカデミー賞 新人俳優賞（『RAILWAYS 49歳で電車の運転士になった男の物語』）[96]
- 第35回報知映画賞 新人賞（『RAILWAYS 49歳で電車の運転士になった男の物語』）
- 第86回キネマ旬報ベスト・テン 新人男優賞（『ふがいない僕は空を見た』『あなたへ』『わが母の記』ほか）[13]

## その他の活動

### ストリーマーとしての活動
- 2021年9月頃からTwitchにて配信開始[97] - 「タカミウラ」名義にて、ゲーム実況・雑談配信などの、配信活動を行っている。